# コロンビア (サウスカロライナ州)

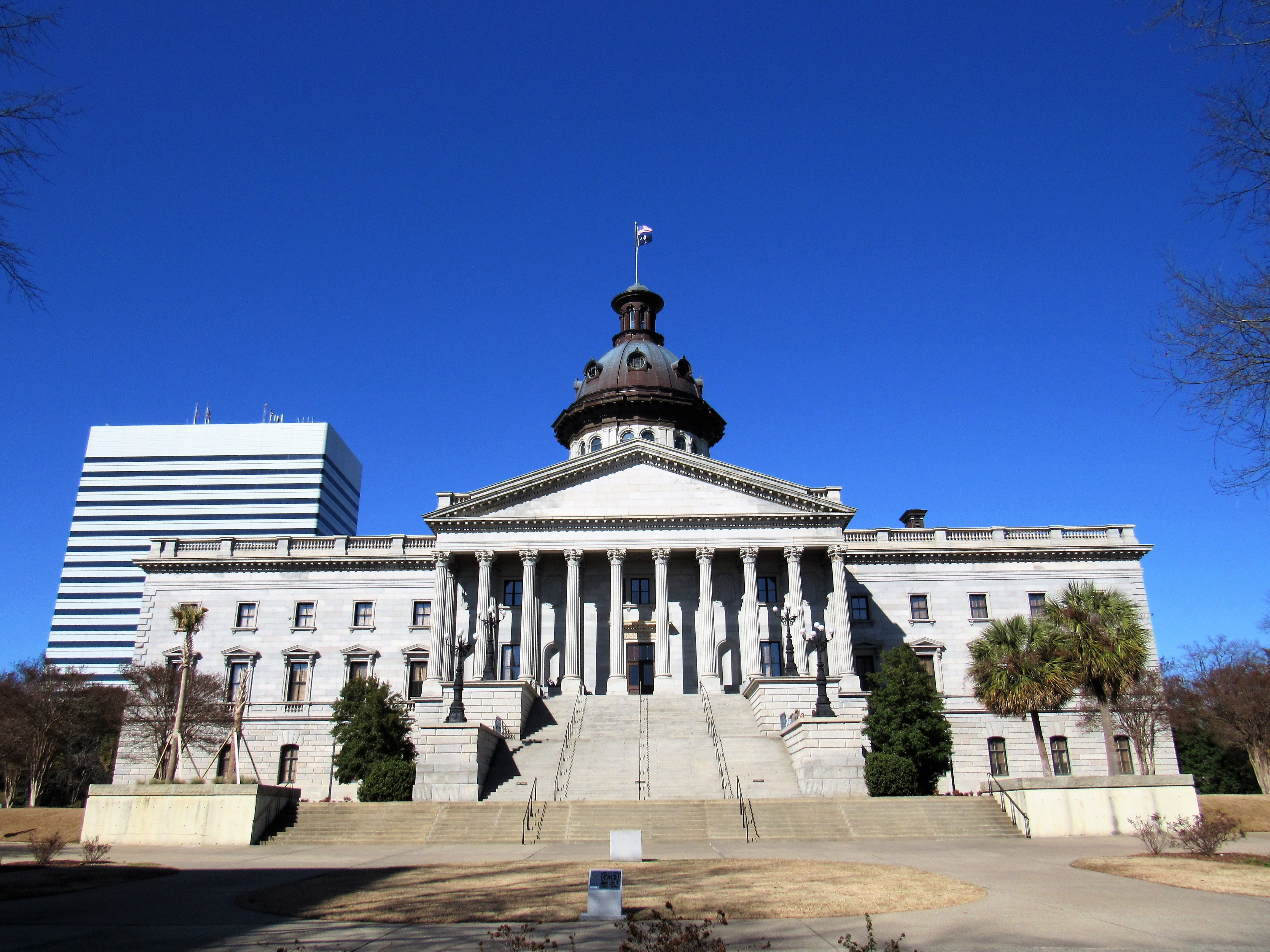
サウスカロライナ州会議事堂

コロンビア（Columbia）は、アメリカ合衆国サウスカロライナ州の中央部に位置する商工業都市で同州の州都。人口は13万6332人（2020年）でチャールストンに次いで2位である。6郡にまたがる都市圏では82万9470人を数える（2020年）。市名のコロンビアはクリストファー・コロンブスから取った名前であり、アメリカ合衆国そのものを比喩的に指す言葉としても使われることが多い（コロンビア (古名)も参照のこと）。

## 概要
コロンビアはミッドランズ（Midlands）と呼ばれる、州中央部一帯の中心都市である。州の地理重心に近いその位置から、1786年にサウスカロライナ州の州都となり、合衆国史上初の計画都市のひとつとして建設された。
コロンビア市民の生活の質は高く、市内に文化施設、公園、娯楽施設を豊富に有している。同市はワシントンD.C.の非営利団体、Partners for Livable Communitiesによって、アメリカで最も住みやすい30コミュニティのうちのひとつとして挙げられた。近隣の都市としてはノースカロライナ州シャーロット市が、同規模の都市としてはアラバマ州バーミングハム市、ミシシッピ州ジャクソン市、バージニア州リッチモンド市、ミネソタ州セントポール市などがそれぞれ挙げられている。
また、コロンビアはサウスカロライナ大学の学術都市でもある。サウスカロライナ大学は国際経営学の分野に力を入れており、同部門はU.S. News & World Report誌の大学ランキングで学部は全米1位、大学院はサンダーバード国際経営大学院に次いで2位にランクされている。同校は学問・スポーツの両面において州内のもうひとつの有名州立大学、クレムソン大学とライバル関係にあるが、クレムソン大学が工学系に強いのとは対照的である。その他にも数校の大学や私立高校を有し、市の教育水準は高い。
コロンビアはNBAインディアナ・ペイサーズのスター選手、ジャーメイン・オニールの出身地でもある。

## 歴史
コロンビアは1786年にサウスカロライナ州の州都と定められ、全米最初の計画都市のひとつとして建設された。コロンビアの位置は地理的に州の中央部であるため、州全体が発展していく上で非常に重要であった。また、サンティー川とクーパー川を結ぶ全長約35kmの運河が1800年に完成し、州南部の港湾都市チャールストンとの水上交通が発達した（その後の鉄道の発達により、運河は1850年頃には使われなくなった）。1801年にはサウスカロライナ大学が創立された。コロンビアは1805年に正式な村となり、1854年には市に昇格した。
しかし、1865年2月17日、南北戦争の最中、コロンビアの大部分は北軍に破壊された。その後の市の建てなおしにおいては、元黒人奴隷が州議会に参政したこともあって、全米からレポーター、ジャーナリスト、旅行者が集まり、注目を集めた。建設ブームも起こり、鉄道の修復も進み、周辺への雇用創出ともなった。
20世紀初頭は、コロンビアは一帯の繊維産業の中心地として栄えた。繊維6社の工場がコロンビアで操業し、3,400人の雇用、819,000米ドル（当時）の年間賃金、480万米ドルの経済波及効果をもたらした。1908年にはメイン・ストリートの17ブロックでコロンビア市内初の舗装が行われた。1911-12年には再び建設ブームが起こり、250万米ドル相当の建設が市内で行われた。
1940年代に入ると、コロンビアは人種差別撤廃への動きを見せ始めた。1945年、連邦の判決はアフリカン・アメリカンの教師の給与水準を白人教師と同等にすることを定めた。しかし、翌年には州は多くのアフリカン・アメリカン教師から教員免許を剥奪してしまった。1962年8月21日、ダウンタウンに立地する8軒のチェーン飲食店が初めてアフリカン・アメリカンの客に昼食を出した。1963年にはサウスカロライナ大学が初めてアフリカン・アメリカンの学生を受け入れた。同年、市のさまざまな機関がアフリカン・アメリカンの職員を雇用し、市における人種差別は撤廃された。こうした努力が認められ、1964年には1951年に次いで2度目の全米都市賞（All-America City Award）を受賞した。1965年にはニューズウィーク誌の記事で「かつての人種隔離を自ら克服し、自由を勝ち取った都市」として報じられた。
1950年代に人口は急増し、都市圏人口は186,844人から260,828人へと40%の増加、市域人口も1950年の86,914人から10年間で97,433人へと増加した。都市圏人口はその後も増加を続け、1980年には410,088人、1990年には約470,000人、2004年のアメリカ合衆国統計局の推計では679,456人で全米第71位の都市圏へと成長した。一方で歴史的な街並みの保存も行われ、重要な観光資源となっている。

## 地理
コロンビアは、北緯34度1分1秒 西経81度0分38秒 / 北緯34.01694度 西経81.01056度(34.017105, -81.010759)に位置し、日本の四国や紀伊半島とほぼ同緯度である。
アメリカ合衆国統計局によると、コロンビア市は総面積330.8 km2 (127.7 mi2) である。このうち324.3 km2 (125.2 mi2) が陸地で6.4 km2 (2.5 mi2) が水地域である。総面積の1.95%が水地域となっている。

### 地形
コロンビアはピードモント台地の滝線上にあり、台地と海岸低地との境界線上に当たる。陸上交通と水上交通の接点になり、滝を利用した水力発電が可能であったために都市が成立した。このような立地の都市は滝線都市と呼ばれる。コロンビアのほか、ワシントンD.C.やバージニア州リッチモンド、ノースカロライナ州ローリー、アラバマ州タスカルーサなどの例がある。

### 気候
コロンビアは秋・冬・春には温暖である。冬の夜に氷点下に下がることはあるが、寒い日が続くことは滅多にない。特に春にはアザレアをはじめとするさまざまな花が咲く。一方、夏はアメリカ合衆国南部の多くの都市同様蒸し暑く、光化学スモッグが発生しやすく、過ごしやすいとは言えない。アメリカ合衆国東部の多くの都市同様、ケッペンの気候区分ではCfa（温暖湿潤気候）に属する。

## 産業と交通
コロンビアは交通に至便で、成長著しいサンベルト地帯にある商工業都市である。国際経営学の分野で全米最高の評価を誇るサウスカロライナ大学を抱えるため優秀な人材も豊富で、外資系企業70社以上、フォーチュン500に入る大企業14社がコロンビアに本支社を置いている。サウスカロライナ大学自体も重要な雇用主である。その他、州都であるため政府部門や医療部門の雇用も多い。
市の玄関口となっている空港はコロンビア・メトロポリタン空港である。ハーツフィールド・ジャクソン・アトランタ国際空港、オヘア国際空港、ジョージ・ブッシュ・インターコンチネンタル空港、デトロイト・メトロポリタン国際空港といった主要航空会社のハブ空港から多数の便がある。
コロンビアでは3本の州間高速道路が交わり、市の環状道路を形成している。I-20はテキサス州とサウスカロライナ州を結び、大陸を横断する幹線である。I-26はチャールストンを起点としてサウスカロライナ州を縦貫し、テネシー州でI-81に合流する。I-77はコロンビアを起点とし、ウェストバージニア州を縦貫してオハイオ州に入り、クリーブランドに至る。途中、ウェストバージニア州の州都チャールストンを通る（このチャールストンは州南部の港湾・観光都市チャールストンとは異なる）。
コロンビア駅と言うアムトラックの駅もあり、ニューヨークとジョージア州の港湾・観光都市サバンナを結ぶパルメット号や、ニューヨークとマイアミを結ぶシルバースター号・シルバーメテオ号が停車する。
グレイハウンドのバスターミナルはダウンタウンの東端に位置する。ニューヨークとアトランタ、クリーブランドとオーランドを結ぶ幹線バス路線が停車するほか、チャールストン、ジョージア州オーガスタ、ノースカロライナ州シャーロットといった近隣の主要都市へのバスの便もある。
市内の交通としては2002年に設立されたセントラル・ミッドランズ地域交通局（CMRTA）が運営する路線バスがコロンビア市内、および都市圏を広くカバーしている。

## 人口動静
| コロンビア市 年代ごとの人口推移 |           |
| 1880年                          | 10,036人  |
| 1890年                          | 15,353人  |
| 1900年                          | 21,108人  |
| 1910年                          | 26,319人  |
| 1920年                          | 37,524人  |
| 1930年                          | 51,581人  |
| 1940年                          | 62,396人  |
| 1950年                          | 86,914人  |
| 1960年                          | 97,433人  |
| 1970年                          | 113,542人 |
| 1980年                          | 101,208人 |
| 1990年                          | 98,052人  |
| 2000年                          | 116,278人 |
| 2010年                          | 129,272人 |
| 2020年                          | 136,632人 |

2000年現在の国勢調査で、コロンビア市は人口116,278人、世帯数42,245、22,136家族が暮らしている。人口密度は358.5人/km2 (928.6人/mi2) である。142.3軒/km2 (368.5軒/mi2) の密度で46,142軒の住宅が建っている。
同市の人口構成を人種別に見ると白人49.22%、アフリカン・アメリカン45.98%、ネイティブ・アメリカン0.25%、アジア人1.73%、太平洋諸島系0.09%、その他の人種1.36%、及び混血1.36%である。人口の3.03%はヒスパニックまたはラテン系である。コロンビア市内の同じ通り、数百ヤードの間隔で2棟のユダヤ教会堂が存在する。最近の調査では、市内には661棟の礼拝堂が存在する。
同市の42,245世帯のうち、18歳未満の子供がいる世帯は25.4%、結婚・同居している世帯は31.5%、未婚・離婚女性が世帯主である世帯は17.6%、非家族世帯（1人暮らし、ルームメイトと独身者同士で暮らしているなど、家族ではない世帯）は47.6%である。単身世帯は37.0%、65歳以上の老人1人暮らしの世帯は9.8%である。世帯の平均構成人数は2.21人、家族の平均構成人数は2.97人である。
同市の人口構成を年齢別に見ると18歳未満20.1%、18-24歳22.9%、25-44歳30.1%、45-64歳16.6%、65歳以上10.3%となっている。年齢の中央値は29歳である。性比は女性100人あたり男性96.2人である。18歳以上では女性100人あたり男性93.4人である。

## 文化

### メディア
コロンビアの主要な新聞はThe State紙である。この他、The Columbia star紙 、The Free Times紙 、アフリカン・アメリカンのための情報を提供するSC Black News紙がある。
コロンビア・メトロポリタン・マガジン誌（Columbia Metropolitan Magazine）はコロンビア都市圏のニュースやイベントを報じる隔月誌である。
コロンビアにはサウスカロライナ州の公共・教育チャンネルであるETV社、およびラジオ版のETV Radio社の本社がある。このほか、各種テレビ局がコロンビアに支局を置いている。また、コロンビアはAM8局、FM16局のラジオ局を有する。

### 文化施設
コロンビアは州都、かつ文教都市であり、文化・教育施設が充実している。
- タウン・シアター（Town Theatre）[※ 8]
- トラスタス・シアター（Trustus Theatre）[※ 9]
- コロンビア人形劇場（Columbia Marionette Theatre）[※ 10]
- サウスカロライナ・シェークスピア・カンパニー（The South Carolina Shakespeare Company）[※ 11]
- サウスカロライナ・ワークショップ・シアター（Workshop Theatre of South Carolina）[※ 12]
- サウスカロライナ州立博物館（The South Carolina State Museum）
- コロンビア美術館（The Columbia Museum of Art）[※ 13]
- エドベンチャー（EdVenture） - 子供向けの博物館
- マクキシック博物館（McKissick Museum）[※ 14]
- 南部連合遺物博物館（The Confederate Relic Room and Museum）[※ 15]
- リッチランド郡立図書館（The Richland County Public Library）[※ 16]
- サウスカロライナ州立図書館（The South Carolina State Library）[※ 17]
- コロンビア市立バレエ（The Columbia City Ballet）[※ 18]
- サウスカロライナ・フィルハーモニック交響楽団（The South Carolina Philharmonic Orchestra）[※ 19]
- サウスカロライナ・ジャズ・カンパニー（The Columbia City Jazz Company）[※ 20]
- コロンビア声楽ソサイエティー（The Columbia Choral Society）[※ 21]

### 公園・戸外娯楽施設
- フィンレー・パーク（Finlay Park）
- グランビー・パーク（Granby Park）
- メモリアル・パーク（Memorial Park）
- マーティン・ルーサー・キング牧師記念公園（Martin Luther King Jr. Park） - ファイブ・ポインツ（Five Points）内[※ 22]
- リバーバンクス動物園（英語版）（Riverbanks Zoo & Garden）
- コンガリー国立公園（Congaree National Park）
- 150年紀州立公園（Sesquicentennial State Park）
- スリー・リバーズ緑道（Three Rivers Greenway）
- リバーフロント・パーク（Riverfront Park） - 歴史的なコロンビア運河沿い。同州グリーンビルからチャールストンへと続くパルメット・トレイルの一部でもある。
- マキシー・グレッグ・パーク（Maxcy Gregg Park）
- ハイアット・パーク（Hyatt Park）
- アールウッド・パーク（Earlewood Park）
- グランビー・パーク（Granby Park）
- オーウェンズ・フィールド・パーク（Owens Field Park）
- ハービソン州有林（Harbison State Forest）[※ 23]

### ショッピングモール
- コロンビア・プレイス（Columbia Place）
- コロンビアーナ・センター（Columbiana Centre）
- ダッチ・スクエア・モール（Dutch Square Mall）
- リッチランド・モール（Richland Mall）
- ザ・ビレッジ・アット・サンドヒル（The Village At Sandhill）

### イベント
- サウスカロライナ・ステート・フェア（The South Carolina State Fair）[※ 24]
- 聖パトリックデー（St. Patrick’s Day Festival）[※ 25]
- リバーフェスト祭り（Riverfest Celebration）
- アース・デイ（Earth Day at Finlay Park） - フィンレー・パークにて毎春執り行われる
- スリー・リバーズ音楽祭（Three Rivers Music Festival）[※ 26]
- グリーク・フェスティバル（The Greek Festival）
- イルモ・オクラ・スクラット（The Irmo Okra Strut）[※ 27]
- 家族祭（FamilyFest） - かつてはゴスペル祭（GospelFest）と呼ばれていた。
- メイン・ストリート・ジャズ（Main Street Jazz）
- ビスタ・ライツ（Vista Lights）
- ジュビリー伝統文化祭（Jubilee: Festival of Heritage）

このほか、サウスカロライナ大学は各種のスポーツイベントを開催している。特にフットボールシーズン最終戦、クレムソン大学との試合は大変盛り上がる。

## 対外関係

### 姉妹都市･提携都市
姉妹都市
- 台中市（中華民国 直轄市）
- クルージュ＝ナポカ（ルーマニア国）
- カイザースラウテルン（ドイツ連邦共和国）
- プロヴディフ（ブルガリア共和国）
- チェリャビンスク（ロシア連邦）